# Геандрі Гарсон
Геандрі Гарсон Кабальєро (ісп. Geandry Garzón Caballero; нар. 5 листопада 1983, Сантьяго-де-Куба) — кубинський борець вільного стилю, чотириразовий призер чемпіонатів світу, п'ятиразовий чемпіон Панамериканських чемпіонатів, переможець Панамериканських ігор, переможець Кубку світу, учасник трьох Олімпійських ігор.

## Біографія
Боротьбою почав займатися з 1993 року. Виступає за борцівський клуб «Серро Пеладо» з Гавани.

## Спортивні результати на міжнародних змаганнях

### Виступи на Олімпіадах
| Змагання                    | Збірна | Вагова категорія          | Місце                          |
| --------------------------- | ------ | ------------------------- | ------------------------------ |
| Літні Олімпійські ігри 2008 | Куба   | вільна боротьба, до 66 кг | 5                              |
| Літні Олімпійські ігри 2020 | Куба   | вільна боротьба, до 74 кг | 9                              |
| Літні Олімпійські ігри 2024 | Куба   | вільна боротьба, до 74 кг | знявся зі змагань через травму |

### Виступи на Чемпіонатах світу
| Змагання                        | Збірна | Вагова категорія          | Місце  |
| ------------------------------- | ------ | ------------------------- | ------ |
| Чемпіонат світу з боротьби 2005 | Куба   | вільна боротьба, до 66 кг | Бронза |
| Чемпіонат світу з боротьби 2006 | Куба   | вільна боротьба, до 66 кг | Бронза |
| Чемпіонат світу з боротьби 2007 | Куба   | вільна боротьба, до 66 кг | Срібло |
| Чемпіонат світу з боротьби 2009 | Куба   | вільна боротьба, до 66 кг | 15     |
| Чемпіонат світу з боротьби 2010 | Куба   | вільна боротьба, до 66 кг | Бронза |
| Чемпіонат світу з боротьби 2019 | Куба   | вільна боротьба, до 74 кг | 15     |

### Виступи на Панамериканських чемпіонатах
| Змагання                                   | Збірна | Вагова категорія          | Місце  |
| ------------------------------------------ | ------ | ------------------------- | ------ |
| Панамериканський чемпіонат з боротьби 2005 | Куба   | вільна боротьба, до 66 кг | Золото |
| Панамериканський чемпіонат з боротьби 2007 | Куба   | вільна боротьба, до 66 кг | Золото |
| Панамериканський чемпіонат з боротьби 2008 | Куба   | вільна боротьба, до 66 кг | Золото |
| Панамериканський чемпіонат з боротьби 2009 | Куба   | вільна боротьба, до 66 кг | Золото |
| Панамериканський чемпіонат з боротьби 2010 | Куба   | вільна боротьба, до 66 кг | Золото |
| Панамериканський чемпіонат з боротьби 2020 | Куба   | вільна боротьба, до 74 кг | Бронза |
| Панамериканський чемпіонат з боротьби 2024 | Куба   | вільна боротьба, до 74 кг | 8      |

### Виступи на Панамериканських іграх
| Змагання                  | Збірна | Вагова категорія          | Місце  |
| ------------------------- | ------ | ------------------------- | ------ |
| Панамериканські ігри 2007 | Куба   | вільна боротьба, до 66 кг | Золото |
| Панамериканські ігри 2019 | Куба   | вільна боротьба, до 74 кг | Бронза |

### Виступи на Центральноамериканських і Карибських іграх
| Змагання                                     | Збірна | Вагова категорія          | Місце  |
| -------------------------------------------- | ------ | ------------------------- | ------ |
| Центральноамериканські і Карибські ігри 2006 | Куба   | вільна боротьба, до 66 кг | Золото |

### Виступи на Кубках світу
| Змагання                    | Збірна | Вагова категорія          | Місце  |
| --------------------------- | ------ | ------------------------- | ------ |
| Кубок світу з боротьби 2006 | Куба   | вільна боротьба, до 66 кг | Срібло |
| Кубок світу з боротьби 2008 | Куба   | вільна боротьба, до 66 кг |        |
| Кубок світу з боротьби 2011 | Куба   | вільна боротьба, до 66 кг | Золото |

### Виступи на інших змаганнях
| Змагання                                                        | Збірна | Вагова категорія                | Місце  |
| --------------------------------------------------------------- | ------ | ------------------------------- | ------ |
| Міжнародний меморіал Дейва Шульца 2003                          | Куба   | вільна боротьба, до 66 кг       | Бронза |
| Гран-прі Німеччини з боротьби 2007                              | Куба   | вільна боротьба, до 66 кг       | Срібло |
| Кубок Гранми з боротьби 2014                                    | Куба   | вільна боротьба, до 70 кг       | Золото |
| Cerro Pelado International 2019                                 | Куба   | вільна боротьба, до 74 кг       | Золото |
| Турнір Дмитра Коркіна 2019                                      | Куба   | вільна боротьба, до 74 кг       | Бронза |
| Кубок Алроси 2019                                               | Куба   | Multiple Style Event, до F74 кг | 4      |
| Кубок Гранми і Серро-Пеладо з боротьби 2020                     | Куба   | вільна боротьба, до 74 кг       | Золото |
| Олімпійський кваліфікаційний турнір з боротьби 2020 (Оттава)    | Куба   | вільна боротьба, до 74 кг       | Золото |
| Олімпійський кваліфікаційний турнір з боротьби 2024 (Акапулько) | Куба   | вільна боротьба, до 74 кг       | Золото |
| Гран-прі Іспанії з боротьби 2024                                | Куба   | вільна боротьба, до 74 кг       | Бронза |

### Виступи на змаганнях молодших вікових груп
| Змагання                                                 | Збірна | Вагова категорія                 | Місце  |
| -------------------------------------------------------- | ------ | -------------------------------- | ------ |
| Панамериканський чемпіонат з боротьби серед юніорів 2002 | Куба   | греко-римська боротьба, до 69 кг | Золото |
| Панамериканський чемпіонат з боротьби серед юніорів 2002 | Куба   | вільна боротьба, до 69 кг        | Срібло |
| Чемпіонат світу з боротьби серед юніорів 2003            | Куба   | вільна боротьба, до 66 кг        | Золото |